# Ceratopsyche vialigni
Ceratopsyche vialigni är en nattsländeart som först beskrevs av Wolfram Mey 1998.  Ceratopsyche vialigni ingår i släktet Ceratopsyche och familjen ryssjenattsländor. Inga underarter finns listade i Catalogue of Life.